# Thừa tướng Trung Quốc
Thừa tướng Trung Quốc là một chức quan cao nhất trong hệ thống quan chế của phong kiến Trung Quốc, sau vua hay hoàng đế. Tùy theo từng thời kỳ, có thay đổi ít nhiều về tên gọi: thừa tướng, tể tướng, tướng gia, tướng quốc v.v. Chức nhiệm chính của tể tướng là thay mặt vua hay hoàng đế giải quyết mọi việc về chính sự của quốc gia. Chức "thừa tướng" được dùng đầu tiên vào thời Tần, nghĩa là "người đứng đầu các quan lại trong triều đình". Thuật ngữ này được gọi với nhiều tên khác nhau theo ý của nhà vua qua các triều đại.

## Lịch sử
Vào thời Xuân Thu, Quản Trọng là người đầu tiên trở thành tể tướng nước Tề năm 685 TCN. Đến thời kỳ Chiến Quốc thì tại các nước chư hầu khác của nhà Chu đều lập ra chức này. Thời nhà Tần, tên gọi chính thức của chức vụ này là thừa tướng. Đôi khi phân ra làm tả thừa tướng (đứng đầu quan văn) và hữu thừa tướng (đứng đầu quan võ). Nếu hoạn quan làm thừa tướng thì gọi là trung thừa tướng.
Thời kỳ đầu nhà Hán, mô hình tương tự như thời kỳ nhà Tần, thêm ngự sử đại phu là phó. Đến thời Hán Vũ Đế mới lấy những người theo Nho học làm thừa tướng để xử lý các công việc hành chính thường ngày nhưng các công việc hành chính quan trọng vẫn do nội đình giải quyết. Tể tướng khi đó là người đứng đầu thượng thư đài. Đến thời Hán Ai Đế, chức này được đổi thành đại tư đồ. Thời kỳ Đông Hán do tư đồ, tư không, thái úy (tam công) cùng chấp chính. Năm Kiến An thứ 13 (208) thời Hán Hiến Đế lại phục hồi chức thừa tướng, và Tào Tháo là người nắm giữ chức vụ này cho tới ngày 15 tháng 3 năm 220. Lúc này, quyền lực của tế tướng lấn át hoàng đế. Điều này thường xảy ra khi một triều đại trở nên yếu kém, và cũng thường sụp đổ không lâu sau đó.
Thời nhà Tấn và Nam Bắc triều, thừa tướng hay tướng quốc là những quyền thần có địa vị tối cao. Thời Nam-Bắc triều chế độ biến đổi nhiều, hoặc là hoàng đế trực tiếp bàn chính sự hoặc ủy quyền cho cơ mật giả (tức tể tướng). Chức danh có trung thư giám, trung thư lệnh, thị trung, thượng thư lệnh, bộc xạ hoặc tướng quân.
Nhà Tùy định ra tam tỉnh chế, các chức quan đứng đầu tam tỉnh bao gồm: nội sử tỉnh là nội sử lệnh, môn hạ tỉnh là nạp ngôn, thượng thư tỉnh là thượng thư lệnh đều là các chức vụ tương đương tể tướng.
Nhà Đường cải nội sử tỉnh thành trung thư tỉnh, nội sử lệnh thành trung thư lệnh, nạp ngôn thành thị trung.
Từ thời Đường Cao Tông trở đi, có "đồng trung thư môn hạ tam phẩm", đồng trung thư môn hạ bình chương sự chính là tể tướng.
Nhà Tống có đồng bình chương sự là tên gọi chính thức của chức vụ tể tướng, với tham tri chính sự là phó. Đến niên hiệu Nguyên Phong (1078-1085) thời Tống Thần Tông lại cải cách chế độ, cho 2 người đảm nhận công việc của tể tướng, với chức danh của quan đứng đầu là thượng thư tả bộc xạ kiêm môn hạ thị lang, phó là thượng thư hữu bộc xạ kiêm trung thư thị lang. Đến niên hiệu Chính Hòa (1111-1118) thời Tống Huy Tông, đổi tả bộc xạ thành thái tể kiêm môn hạ thị lang, hữu bộc xạ thành thiếu tể kiêm trung thư thị lang. Niên hiệu Tĩnh Khang (1126-1127) thời Tống Khâm Tông lại đổi trở lại thành thượng thư tả bộc xạ kiêm môn hạ thị lang và thượng thư hữu bộc xạ kiêm trung thư thị lang. Đến niên hiệu Kiến Viêm (1127-1130) thời Tống Cao Tông, lại đổi tên gọi chức quan của tể tướng thành thượng thư tả hữu bộc xạ đồng trung thư môn hạ bình chương sự, phó tể tướng thành tham tri chính sự. Niên hiệu Càn Đạo (1165-1173) thời Tống Hiếu Tông đổi thành tả, hữu thừa tướng.
Nhà Nguyên có trung thư tỉnh là cơ quan hành chính cao nhất, chức quan đứng đầu trung thư lệnh thường do hoàng thái tử đảm nhận, dưới có tả hữu thừa tướng, sau lại có bình chương chính sự, chức phó có tả hữu thừa cùng tham tri chính sự.
Thời kỳ đầu nhà Minh đặt trung thư tỉnh với tả-hữu thừa tướng đứng đầu. Năm Hồng Vũ thứ 13 (1380), Minh Thái Tổ bãi bỏ trung thư tỉnh, phế chức vụ thừa tướng, mọi công việc triều chính do hoàng đế tự quyết. Chế độ tể tướng bị bãi bỏ từ đây. Sau hoàng đế do nhiều công việc nên đặt ra chức vụ nội các đại học sĩ đảm nhận công việc văn thư. Sau do chức vụ này trở nên quan trọng, thành ra đại học sĩ có thể coi như là đảm nhận công việc của tể tướng, xưng là phụ thần, làm việc tại thủ phụ.
Nhà Thanh noi theo chế độ nhà Minh, sau Ung Chính thiết lập quân cơ xứ, quân cơ đại thần đảm nhận công việc của tể tướng. Cuối cùng, mô phỏng theo chế độ của Nhật Bản đổi thành nội các tổng lý đại thần.

## Danh sách các Thừa tướng của Trung Quốc

### Nhà Thương
1. Y Doãn: 1766 - 1750 TCN?
2. Y Trắc (con trai của Y Doãn)[1]
3. Vụ Tiên (Wu Xian, pháp sư Shaman)
4. Gan Xuan
5. Phó Duyệt, thời vua Vũ Đinh nhà Thương (1324 – 1266 TCN)
6. Cơ Tử, thời vua Trụ nhà Thương

### Nhà Chu
1. Khương Tử Nha: 1045 - 1035 TCN
2. Cơ Đán[2]: 1035 - 1017 TCN
3. Thiệu công: 1005 - 991 TCN + Tất công Cao
4. Sái công Mưu Phủ: 947 - 922 TCN
5. Trịnh Trang công: 720 - 707 TCN
6. Quản Trọng (nước Tề): 685 - 645 TCN
7. Bào Thúc Nha
8. Yến Anh của nước Tề: 580-510 TCN
9. Ngũ Tử Tư của nước Sở: 515 - 484 TCN
10. Bá Hi, nước Ngô thời Xuân Thu (thời Phù Sai): 514 - 473 TCN
11. Cheng Dechen của vua Chu: ? - 632 TCN
12. Tôn Thúc Ngao của vua Chu: 630 - 593 TCN
13. Ngô Khởi, thời Chu: 440-381 TCN
14. Hoàng Yết của vua Sở: 256 TCN
15. Điền Văn của nước Tề
16. Điền Đan của nước Tề
17. Lý Khôi, thời Ngụy Văn hầu: 422- 395 TCN
18. Hui Shi: 380 - 305 TCN (thời Chiến Quốc, bạn của Trang Tử)
19. Lạn Tương Như: 285? - 257 TCN (chính khách nước Triệu)
20. Tô Tần (380 - 284 TCN): 295? - 284 TCN
21. Nhạc Nghị, nước Yên thời Chiến Quốc
22. Bách Lý Hề, thời Tần Mục công: 686 - 628 TCN
23. Thương Ưởng: 359 - 338 TCN, thời Tần Hiếu công
24. Trương Nghi (tướng quốc thời Tần Chiến Quốc): 329 - 309 TCN

### Nhà Tần:
1. Lã Bất Vi: 251 - 235 TCN
2. Lý Tư: 235 - 208 TCN
3. Triệu Cao: 208 - 207 TCN

### Nhà Hán
1. Tiêu Hà: 206 - 193 TCN
2. Tào Tham: 193 - 190 TCN
3. Vương Lăng: 190 - 187 TCN
4. Trần Bình: 187 - 178 TCN
5. Chu Bột: 178 - 177 TCN
6. Quán Anh: 177 - 176 TCN
7. Trương Thương
8. Bạch Mặc
9. Thân Đồ Gia (thời Văn đế nhà Hán)
10. Đào Thanh:
11. Chu Á Phu: 150 - 147 TCN
12. Lưu Xá (tước Đào Hầu): 147 -
13. Vệ Uyển: 153 - 140 TCN
14. Đậu Anh (Ngụy Kỳ hầu): 140 - 139 TCN
15. Hứa Xương: 139 - 135 TCN
16. Điền Phân (Vũ An Hầu): 135 - ? TCN
17. Công Tôn Hạ
18. Lưu Khuất Mạo: ? - 92 TCN
19. Hoắc Quang: 87 - 68 TCN
20. Ngụy Tương: 68 ? TCN
21. Khuông Hoành
22. Vương Mãng: 5 - 8 CN
23. Lý Tùng: 23 - 25
24. Đặng Vũ: 25 - 27
25. Vũ Hán: 36 - 44
26. Đậu Hiến: 88 - 92
27. Lý Quốc: 121 - 125
28. Tôn Bảo: 125 - 141
29. Lương Ký: 141 - 159
30. Trần Phồn: 159 - 167
31. Đậu Vũ: 167 - 168
32. Tào Qian: 168 - 183
33. Tào Tung: 183 - 193
34. Viên Ngỗi: 189 - 191
35. Lư Thực: 189 - 193
36. Đổng Trác: 189 - 192
37. Hà Tiến: 189
38. Vương Doãn: 189 - 192
39. Mã Mật Đê: ? - 194
40. Tuân Sảng (128–190)
41. Hoàng Phủ Tung: 184 - 190
42. Chu Tuấn (? - 195)
43. Tào Tháo: 208 - 220
44. Tào Phi: 220

### Thời Tam quốc
1. Tôn Thiệu (221–225, Đông Ngô)
2. Cố Ung (225–243, Đông Ngô)
3. Lục Tốn (244–248, Đông Ngô)
4. Gia Cát Khác (249–253, Đông Ngô)
5. Tôn Tuấn (253–256, Đông Ngô)
6. Tôn Lâm (258, Đông Ngô)
7. Bộc Dương Hưng (262–264, Đông Ngô)
8. Lục Khải[3]: 266 - ? (Đông Ngô)
9. Trương Đễ (279–280, Đông Ngô)
10. Gia Cát Lượng (221–234, Thục Hán)
11. Tưởng Uyển (234 - 247, Thục Hán)
12. Phí Vĩ (247 - 253, Thục Hán)
13. Khương Duy (253 - 264, Thục Hán)
14. Giả Hủ (Bắc Ngụy)
15. Hoa Hâm (Bắc Ngụy)
16. Chung Do (Bắc Ngụy)
17. Vương Lãng (Bắc Ngụy)
18. Trần Quần (Bắc Ngụy)
19. Đổng Chiêu (Bắc Ngụy)
20. Cui Lin (Bắc Ngụy)
21. Mãn Sủng (Bắc Ngụy)
22. Jiang Ji (Bắc Ngụy)
23. Tào Sảng (Bắc Ngụy)
24. Tư Mã Ý (Bắc Ngụy)
25. Cao Nhu (Bắc Ngụy)
26. Vương Lăng (Bắc Ngụy)
27. Zhuge Dan (Bắc Ngụy)
28. Sun Li (general) (Bắc Ngụy)
29. Sima Shi (Bắc Ngụy)
30. Sima Zhao (Bắc Ngụy)
31. Tư Mã Phù (Bắc Ngụy)
32. Wang Chang (Bắc Ngụy)
33. Wang Guan (Bắc Ngụy)
34. Deng Ai (Bắc Ngụy)
35. Zhong Hui (Bắc Ngụy)
36. Sima Yan (Bắc Ngụy)
37. Wang Xiang (Bắc Ngụy)
38. Sima Wang (Bắc Ngụy)

### Thời Tây Tấn (nhiếp chính):
1. Vệ Quán: 265 - 290
2. Dương Tuấn: 290-291
3. Tư Mã Lượng/Vệ Quán: 291.
4. Hoàng hậu Giả Nam Phong: 291-300
5. Tư Mã Luân: 300-301
6. Tư Mã Quýnh: 301-302
7. Tư Mã Nghệ: 302-304
8. Tư Mã Dĩnh: 304
9. Tư Mã Ngung: 304-306
10. Tư Mã Việt: 306-313
11. Sách Lâm và Diêm Đỉnh: 313 - 316

### Thời Đông Tấn:
1. Vương Đạo: 317 - 325, 330 - 339
2. Dữu Lượng: 326 - 339
3. Hoàn Ôn: 346? - 373
4. Tạ An, Vương Thản Chi: 373 - 385
5. Tư Mã Đạo Tử: 385 - 403
6. Tư Mã Nguyên Hiển: 403
7. Hoàn Huyền: 403 - 404
8. Lưu Dụ: 404 - 420

### Thời Nam - Bắc triều

#### Bắc Ngụy
1. Thác Bạt Nghi: 398 - 409
2. Thác Bạt Đảo (sau là Ngụy Thái Vũ đế): 422 - 423
3. Thôi Hạo: 423 - 450
4. Thác Bạt Hoảng (hoàng thái tử Bắc Ngụy): 443 - 451
5. Thác Bạt Tuấn (Ngụy Văn Thành đế): 452
6. Ất Phất Hồn (thời Ngụy Hiến Văn đế): 461 - 466
7. Phùng thái hậu: 466 - 490
8. Cao Triệu: 490 - 514
9. Cao Chiếu Dung (thái hậu của Ngụy Tuyên Vũ đế): 514 - 515
10. Cao Dương vương Nguyên Ung: 515
11. Hồ Thừa Hoa (thái hậu của vua Ngụy Hiếu Minh đế): 515 - 520 (lần một)
12. Nguyên Xoa: 520 - 525
13. Hồ thái hậu (lần 2): 525 - 528
14. Nhĩ Chu Vinh: 528 - 530
15. Nhĩ Chu Triệu: 530 - 532
16. Cao Hoan: 532 - 546
17. Cao Trừng (con trai Cao Hoan): 547 - 549
18. Cao Dương (em trai Cao Trừng): 549 - 550, cướp ngôi Đông Ngụy và lập Bắc Tề

#### Bắc Tề
Khai Phong vương Dương Âm, Bình Tần vương Cao Quy Ngạn, Yên Tử Hiến, và Trịnh Di: 560 - 561

#### Bắc Chu
1. Vũ Văn Hộ: 557 - 572
2. Vũ Văn Hiến: 572 - 578
3. Dương Kiên: 580 - 581, cướp ngôi Bắc Chu và lập nhà Tùy

Nam triều

### Thời Tùy
1. Dương Tố: 589 - 606
2. Dương Huyền Cảm: 606 - 613
3. Vũ Văn Hóa Cập: 618 - 619

### Thời Đường:
1. Vũ Văn Sĩ Cập: 618 - 622?
2. Phong Đức Di: 624? - 630?
3. Phòng Huyền Linh:
4. Cao Quý Phụ: 650 - 652
5. Trưởng Tôn Vô Kị: 650 - 659
6. Địch Nhân Kiệt: 691 - 700
7. Trương Giản Chi: 700 - 706
8. Võ Tam Tư: 706 - 707
9. Khương Kiểu: 713 - 716
10. Diêu Sùng, Tống Cảnh: 713 - 716
11. Tống Cảnh: 716 - 719
12. Trương Gia Trinh, Nguyên Can Diệu: 719 - 723
13. Trương Thuyết: 723 - 726
14. Lý Nguyên Hoành: 726 - 728
15. Tiêu Tung: 728 - 729
16. Bùi Quang Đình: 729 - 733
17. Vương Khâu (từ chối): 733
18. Hàn Hưu: 733
19. Trương Cửu Linh: 733 - 737
20. Lý Lâm Phủ: 738 - 752
21. Dương Quốc Trung: 752 - 755
22. Bùi Miện: 756 - 760
23. Lý Hiện: 760
24. Tiêu Hoa: 760? - 762
25. Nguyên Tái: 762 -
26. Trình Nguyên Chấn: 762 - 763
27. Nguyên Tái (lần 2): 763 - 767?
28. Đỗ Hồng Tiệm: 767? - 769
29. Bùi Miện: 769
30. Nguyên Tái (lần 3): 769 - 777
31. Dương Oản: 777
32. Điền Thừa Tự: 777 - 779
33. Lý Trung Thần: 779 - 780
34. Thường Cổn: 780
35. Thôi Hựu Phủ: 780
36. Lư Kỉ: 781 - 784
37. Lư Hàn: 784 - 785
38. Lưu Tư, Thôi Tạo, Tề Ánh: 785 - 787
39. Trương Diên Thưởng: 787 - 789?
40. Lý Bí: 789
41. Đậu Tham: 789 - 792
42. Lục Chí: 792 - 795
43. Cao Dĩnh: 801? - 805
44. Vi Chấp Nghị: 804 - 805
45. Viên Tư, Đỗ Hoàng Thường: 805
46. Đỗ Hoàng Thường, Lý Cát Phủ: 805 - 814
47. Lý Phùng Cát: 814 - 815?
48. Võ Nguyên Hoành, Bùi Độ: 815
49. Bùi Độ: 815 - 818
50. Hoàng Phủ Bác, Trình Dị: 819 - 820
51. Lệnh Hồ Sở: 820
52. Thôi Thực: 820 - 821
53. Đỗ Nguyên Dĩnh: 821 - 824
54. Bùi Độ: 824 - 827
55. Vi Xử Hậu: 827 - 829
56. Lộ Tùy: 829
57. Lý Tông Mẫn: 829 - 830
58. Tống Thân Tích: 830 - 831
59. Ngưu Tăng Nhụ: 831 - 833
60. Lý Đức Dụ: 833 - 834
61. Lý Tông Mẫn (lần 2): 834 - 835
62. Trịnh Đàm, Lý Thạch: 835 - 839
63. Trần Di Hành, Dương Tự Phục và Lý Giác: 837 - 842
64. Lý Đức Dụ (lần 2): 840
65. Thôi Củng: 840 - 843
66. Lý Nhượng Di: 842
67. Lý Thân: 843
68. Thôi Huyễn: 843 - 845
69. Lý Hồi: 845 - 846
70. Lý Đức Dụ (lần 3): 846 (bị bãi chức)
71. Bạch Mẫn Trung, Lư Thương: 846 - 848?
72. Ngụy Phù: 848? - 849
73. Thôi Quỳ, Lệnh Hồ Đào cùng Ngụy Mô: 849 - 854?
74. Bùi Hưu: 854? - 855
75. Ngụy Mô: 855  - 857
76. Thôi Thận Do: 857 - 858
77. Tiêu Nghiệp, Hạ Hầu Tư: 858 - 860
78. Đỗ Thẩm Quyền: 860 - 862
79. Bạch Mẫn Trung: 860 - 861
80. Tưởng Thân: 861 - 862
81. Hạ Hầu Tư: 862 - 864
82. Tiêu Trí: 864 - 865
83. Cao Cừ: 865 - 867?
84. Khang Thừa Huấn, Tào Xác: 868 - 870
85. Vi Bảo Hành: 870 - 873 (cùng nhiều người khác)
86. Vương Đạc: 873 - 881
87. Vi Chiêu Độ: 881 - 895
88. Đỗ Nhượng Năng: 885 - 892
89. Trương Tuấn: 887 - 891
90. Thôi Chiêu Vĩ: 891 - 895
91. Trịnh Khể: 894
92. Từ Ngạn Nhược: 894 - 900
93. Vương Đoàn: 895
94. Lý Hề: 895
95. Lục Ỷ: 895 - 896
96. Thôi Dận: 896 - 899

### Thời Tống:

#### Bắc Tống:
1. Triệu Phổ: 960 - 976
2. Tiết Cư Chính: 976 - 981
3. Lư Đa Tốn: 976 - 98
4. Thẩm Luân: 981 - 982
5. Lý Phưởng: 983 - 988
6. Triệu Phổ (lần 2): 988 - 992
7. Lã Mông Chánh: 988 - 991
8. Lý Phưởng: 991 - 996
9. Lã Đoan: 996 - 998
10. Trương Tề Hiền, Lý Hãng: 998 - 1000
11. Lã Mông Chánh, Hướng Mẫn Trung: 1001 - 1004
12. Tất Sĩ An, Khấu Chuẩn: 1004 - 1006
13. Vương Đán: 1006 - 1017
14. Khấu Chuẩn: 1017
15. Khâm Nhược: 1017 - 1020
16. Đinh Vị: 1020 - 1022
17. Lã Di Giản: 1022 - 1038
18. Phạm Trọng Yêm: 1038 - 1043
19. Bàng Tịch: 1044 - 1056
20. Hàn Kỳ: 1057 - 1063
21. Phú Bật: 1069 - 1070
22. Vương An Thạch: 1070 - 1074
23. Hàn Giáng: 1074 - 1075
24. Hàn Chẩn: 1085 - 1086
25. Tư Mã Quang: 1086
26. Lã Công Trứ: 1086 - 1089
27. Lã Đại Phòng, Phạm Thuần Nhân: 1089
28. Tô Tụng: 1089 - 1093
29. Phạm Thuần Nhân: 1093 - 1094
30. Chương Đôn: 1094 - 1100
31. Tăng Bố: 1100 - 1102
32. Sái Kinh: 1102 - 1106
33. Đĩnh Chi: 1106 - 1107
34. Sái Kinh (lần 2): 1107 - 1125
35. Hà Chấp Trung: 1109 - 1110
36. Trương Thương Anh: 1110 - 1112
37. Trịnh Cư Trung (thái tể): 1112 - 1119
38. Vương Phủ: 1119 - 1124
39. Bạch Thời Trung: 1124 - 1126
40. Trương Bang Xương: 1126 - 1127

#### Nam Tống:
1. Lý Cương: 1127
2. Hoàng Tiềm Thiện: 1127 - 1128
3. Chu Thắng Phi: 1128 - 1134
4. Phạm Tông Doãn: 1131
5. Lã Di Hạo: 1131 - 1134
6. Triệu Đỉnh: 1134 - 1135
7. Trương Tuấn: 1135 - 1137
8. Triệu Đỉnh: 1137 - 1140
9. Tần Cối: 1140 - 1155
10. Tần Hi: 1155
11. Mặc Kỳ Tiết: 1155 - 1158
12. Thang Tư Thoái: 1159 - 1161?
13. Trần Khang Bá: 1162
14. Trương Tuấn: 1162 - 1164
15. Sử Hạo: 1162
16. Thang Tư Thoái: 1164
17. Trần Khang Bá: 1164 - 1165[4]
18. Tiền Đoan Lễ: 1165
19. Hồng Thích: 1166
20. Diệp Dung, Ngụy Kỉ: 1166 - 1167
21. Tưởng Phất: 1167 - 1169
22. Ngu Doãn Văn: 1169 - 1174
23. Tăng Hoài: 1174
24. Diệp Hành: 1174 - 1175
25. Cung Mậu Lương: 1176 - 1177
26. Vương Hoài: 1177 - 1178
27. Triệu Hùng: 1178 - 1179[5]
28. Vương Hoài (lần 2): 1179 - 1187
29. Chu Tất Đại, Lưu Chính: 1187 - 1198
30. Triệu Nhữ Ngu: 1189 - 1195
31. Dư Đoan Lễ: 1196
32. Kinh Thang: 1196 - 1200
33. Tạ Thâm Phủ: 1200 - 1202
34. Hàn Thác Trụ: 1199 - 1208
35. Trần Tự Cường: 1202 - 1208
36. Tiền Tượng Tổ: 1208
37. Sử Di Viễn: 1209 - 1233
38. Trịnh Thanh Chi, Kiều Hành Giản: 1236
39. Thôi Dữ Chi: 1236 - 1237
40. Kiều Hành Giản: 1237 - 1239
41. Lý Tông Miễn, Sử Tung Chi: 1239 - 1244
42. Phạm Chung, Đỗ Phạm: 1244 - 1246
43. Trịnh Thanh Chi: 1246 - 1251[6]
44. Tạ Phương Thúc: 1251 - 1255
45. Đổng Hòe: 1255
46. Trình Nguyên Phượng: 1256 - 1258
47. Đinh Đại Toàn: 1258
48. Ngô Tiềm: 1259 - 1260
49. Giả Tự Đạo: 1262 - 1268
50. Giang Vạn Lý: 1268 - 1274
51. Vương Dược, Chương Giám: 1274 - 1275
52. Trần Nghi Trung, Lưu Mộng Viêm: 1275
53. Ngô Kiên: 1276
54. Văn Thiên Tường: 1275
55. Lục Tú Phu: 1275 - 1279

### Thời Nguyên:
1. Bá Nhan: 1265 - 1276
2. Chân Kim:? - 1285
3. Harghasun: 1294
4. Harqasun (phiên âm Hán: 哈剌哈孙, Ha Lạt Ha Tôn): 1307 - 1309
5. A Hốt Thai, Cáp Lạt Cáp Tôn: 1309
6. Thác Khắc Thác: 1312
7. Đảo Lạt Sa: 1328 - 1330
8. Yến Thiếp Mộc Nhi: 1329 - 1330
9. Bá Nhan: 1335
10. Thoát Thoát: 1243